# Believe It or Not, Joe’s Walking on Air
Believe It or Not, Joe’s Walking on Air (с англ. — «Хотите — верьте, хотите — нет, но Джо не чует под собой ног») — третья серия шестого сезона мультсериала «Гриффины». Премьерный показ состоялся 7 октября 2007 года на канале FOX.

## Сюжет
Лоис, Бонни Суонсон и подруга Кливленда Брауна Бернайс решают посетить «Пьяную устрицу», о которой им столько рассказывали их мужья, и им там весьма понравилось. Поняв, что теперь им там будет не отдохнуть от своих половинок, друзья находят себе новое пристанище: «Мужской клуб Куахога» (Quahog Men’s Club), собственноручно построенный Питером на своём заднем дворе. Однако Лоис это сооружение не нравится: на её взгляд, оно слишком ненадёжное, да и на его постройку ушёл кусок стены из комнаты Стьюи.
Тем не менее друзья весело проводят там время. Жёны решают и там «испортить им отдых» и заявляются туда, но никто, кроме Питера, не против этого.
Внезапно, увидев, как все танцуют, а его жена сидит рядом с ним, Джо Суонсон осознаёт, что он сильно неполноценен со своими парализованными ногами, и поэтому отправляется в больницу, чтобы трансплантировать себе здоровые ноги.
Операция проходит успешно, и Джо теперь может ходить. Ему не терпится испытать забытые чувства, и поэтому он зовёт своих друзей в горы, где, сорвавшись со скалы, едва не погибает Кливленд Браун. После этого Джо избивает своих друзей на тренировке по до-джо, потом заставляет танцевать до упаду.
Создавшейся ситуацией крайне недовольны вымотанные до предела Питер, Кливленд и Гленн Куагмир; к тому же Джо знакомит их со своими новыми друзьями-атлетами, заявляя, что «дружил с Питером, Кливлендом и Куагмиром лишь потому, что был инвалидом, а они — лентяями». Лоис одобряет действия Джо и советует Питеру поискать новых друзей.
Однако это сделать не так просто, и друзья принимают решение вернуть в свою компанию Джо (который даже бросил свою жену). Питер решает, что единственный выход — снова сделать его калекой.
Троица устраивает засаду у него дома и выходят к нему с бейсбольной битой, клюшкой для гольфа и водопроводной трубой, но бывший полицейский легко справляется с нападающими. В конце драки появляется Бонни с пистолетом, которая несколько раз ранит мужа. Не в силах терпеть этой муки, Джо просит у неё пистолет и сам стреляет себе в позвоночник.
Четверо искалеченных друзей, включая Джо, который снова парализован и в инвалидном кресле, мирятся в «Пьяной устрице».

## Создание
Автор сценария: Эндрю Голдберг
Режиссёр: Джулиус Ву
Композитор: Уолтер Мёрфи[уточнить]
Приглашённые знаменитости: Джефф Бергман, Джейми Фарр (камео; в роли анестезии в больнице)

## Показ
Премьеру эпизода посмотрели 8,4 млн зрителей.